# Ctenophorus clayi
Ctenophorus clayi — вид ігуаноподібних ящірок родини агамових (Agamidae). Ендемік Австралії. Вид названий на честь австралійського герпетолога Браяна Клея (1950–2004).

## Поширення й екологія
Ctenophorus clayi поширені в пустелях у внутрішніх районах Західної Австралії, Південної Австралії, Північної Території та Квінсленду, а також у районі Північно-Західного півострова у Західній Австралії. Вони живуть у піщаних пустелях, на рівнинах серед піщаних дюн, порослих спініфексом.